# Let Your Dim Light Shine
Let Your Dim Shine è il settimo album di studio del gruppo musicale statunitense Soul Asylum, pubblicato il 6 giugno 1995.
Qui è contenuto il singolo Misery.
Nel videoclip di "Just Like Anyone" è presente l'attrice Claire Danes.

## Tracce
Testi e musiche di David Pirner, eccetto dove indicato.
1. Misery – 4:24
2. Shut Down – 2:51
3. To My Own Devices – 2:59
4. Hopes Up – 3:45
5. Promises Broken – 3:14 (Murphy, Perlman)
6. Bittersweetheart – 3:34
7. String of Pearls – 4:56
8. Crawl – 4:00 (Jordan, Pirner)
9. Caged Rat – 3:03
10. Eyes of a Child – 3:35
11. Just Like Anyone – 2:47
12. Tell Me When – 3:42 (Pirner, Samuels)
13. Nothing to Write Home About – 3:14
14. I Did My Best – 3:46

Nella versione giapponese dell'album è stata aggiunta una traccia in più, una cover della canzone "Hope" dei Descendents.

## Posizione in classifica
Album - Billboard (Nord America)
| Year | Chart             | Position |
| ---- | ----------------- | -------- |
| 1995 | The Billboard 200 | 6        |

Singoli - Billboard (Nord America)
| Year | Single             | Chart                  | Position |
| ---- | ------------------ | ---------------------- | -------- |
| 1995 | "Misery"           | The Billboard Hot 100  | 10       |
| 1995 | "Misery"           | Mainstream Rock Tracks | 2        |
| 1995 | "Misery"           | Modern Rock Tracks     | 1        |
| 1995 | "Just Like Anyone" | Mainstream Rock Tracks | 11       |
| 1995 | "Just Like Anyone" | Modern Rock Tracks     | 19       |
| 1996 | "Promises Broken"  | The Billboard Hot 100  | 63       |
| 1996 | "Promises Broken"  | Mainstream Rock Tracks | 29       |
| 1996 | "Promises Broken"  | Adult Contemporary     | 29       |